# Micropolis
历史悠久的《模拟城市》系列游戏，当今已被公认为模拟经营类游戏中的经典，Micropolis为模拟城市的开源版本。2008年1月13日，EA将《模拟城市》游戏的第一部作品开放源代码，以GPLv3协议发布为自由软件。《模拟城市》源代码被当今流行的C++与Python语言进行重写（游戏原使用C语言开发），并拥有一个新名字“Micropolis”。该开源版本还将被免费预装给OLPC用户。